# Електротерменвокс
Електротерменвокс (англ. Electro-Theremin, також Таннерин (англ. Tannerin) — електронний музичний інструмент, розроблений тромбоністом Полом Таннером (Paul Tanner) та винахідником-любителем Бобом Вітселом (Bob Whitsell) в кінці 1950-х років. Цей інструмент мав наслідувати звук звичайного терменвокса. Електротерменвокс має подібний до терменвокса тембр, а також глісандування, проте відрізняється механізмом. В основі інструменти — провід, скручений навколо контролера частоти генератора звуку та повзунок затримки.
Ідея створення інструмента належить Таннеру, який полюбляв звук терменвокса, проте жадав від інструменту ліпшого контролю висоти та атаки звуку. Електротерменвокс має механічні контролери — довгий повзунок, подібний до куліси тромбона для керування висотою звука і спеціальну ручку для керування гучністю. Це відрізняє інструмент від терменвокса, управління яким здійснювалося рухами рук у повітрі навколо антен інструменту.
Таннер грав на своєму інструменті на кількох саундтреках а також записав альбом, названий Music from Outer Space. Напевно найвідомішим записом за участю Таннера, де він грав на електротерменвоксі, стали три композиції гурту The Beach Boys: «I Just Wasn't Made for These Times» «Good Vibrations» та «Wild Honey.»
Електротерменвокс Таннера існував лише в одному екземплярі. У 1960-х роках Таннер продав свій інструмент з розвитком можливостей синтезаторів. В 1999 Том Полк сконструював нову версію електротермінвокса, яку назвав Таннерин. У 2004 подібні інструменти під назвою Теревокс (Therevox) почав випускати Майк Б'ючемп (Mike Beauchamp).